# Joseph-Émile Abbet
Joseph-Émile Abbet CRA (* 23. Oktober 1847 in Vollèges; † 3. August 1914 in Monthey) war ein Schweizer römisch-katholischer Ordensgeistlicher und Abtbischof der Gefreiten Abtei Saint-Maurice.

## Leben
Er war der Sohn des Landwirts und Schreiners François-Florentin Abbet und dessen Ehefrau Marie-Angèle geb. Terrettaz. Seine Schulbildung erhielt er am Kollegium von Saint-Maurice. Durch den Einfluss seines Pfarrers Joseph Paccolat, der ihm auch Latein beibrachte, trat er 1867 in das Noviziat der Abtei Saint-Maurice ein und legte 1868 die Profess ab.
Joseph-Émile Abbet empfing am 28. Oktober 1871 das Sakrament der Priesterweihe für die Ordensgemeinschaft der Augustiner-Chorherren. Von 1872 bis 1873 war er Vikar in Bagnes. Wieder nach Saint-Maurice berufen, unterrichtete er von 1873 bis 1904 am dortigen Kollegium. 1904 wurde er vom Ordenskapitel zum Prior und Novizenmeister von Saint-Maurice gewählt, am 21. April 1909 erfolgte seine Wahl zum Abt des Klosters (sein Gegenkandidat Joseph Mariétan wurde als noch zu jung angesehen). Papst Pius X. ernannte ihn daraufhin zum Titularbischof von Betlehem, dem traditionellen Sitz der Äbte von Saint-Maurice seit 1840.
Abbets kurzes Abbatiat ist vor allem gekennzeichnet durch die guten Beziehungen zu seinem Verwandten Jules-Maurice Abbet, Bischof von Sitten, der ihn auch zum Bischof geweiht hatte, und umfangreiche Bauarbeiten, deren Fertigstellung er nicht in allen Fällen erlebte. Unter anderem entstanden ein neuer Schweinestall und mehrere Bergställe in Champéry (1913) und im Kloster der Internatstrakt mit dem Refektorium, mehrere Studiensäle und ein neues Noviziat, dessen Errichtung im Konvent zu Unmut führte. 1910 liess Abt Joseph seine Chorherren den von Papst Pius X. verlangten sog. Antimodernisteneid schwören und ermahnte sie zur Wachsamkeit gemäss den Vorgaben der Enzyklika Pascendi von 1907. Seine Treue zu Rom führte wohl auch dazu, dass er im Oktober 1910 (laut catholic-hierarchy erst nach dem Tod des Bischofs Joseph Déruaz im September 1911) von Papst Pius X. zum Apostolischen Administrator der Diözese Lausanne und Genf in Freiburg ernannt wurde, was eine mehrmonatige Abwesenheit von der Abtei zur Folge hatte, die währenddessen von Prior Pierre Bourban (1854–1920) geleitet wurde. Nach der Wahl des Bischofs André-Maurice Bovet im November 1911 seiner (ungeliebten) Aufgabe ledig, kehrte er wieder nach Saint-Maurice zurück, assistierte aber noch am 13. Februar 1912 bei der Konsekration des neuen Bischofs.
Schon länger an Asthma und Herzproblemen leidend, starb Mgr. Abbet am 3. August 1914.